# شيغ فوكوياما
شيغ فوكوياما (باليابانية: シゲ福山) مواليد 28 يناير 1950 في كاغوشيما، كاغوشيما، اليابان، هو ملاكم محترف ياباني سابق صنّف ضمن فئة وزن الريشة.

## إحصائيات
خاض خلال مسيرته 47 نزالا، فاز في 27 وتعادل في 3 وخسر في 20. فاز بالضربة القاضية في 20 نزالا.

## روابط خارجية
- شيغ فوكوياما على موقع بوكس ريك (الإنجليزية) (registration required)